# Elena Undone
Pour plus de détails, voir Fiche technique et Distribution.
Elena Undone est un film américain réalisé par Nicole Conn, sorti en 2010.

## Synopsis
Elena, mère de famille, est mariée à Barry, un pasteur qui milite contre le mariage de même sexe et critique les gays, désireux de satisfaire son audience. Elena n’apprécie guère l’attitude de son époux. Une distance s’installe dans le couple d’autant que Barry voudrait un autre enfant et qu’Elena refuse. La situation bascule quand Elena rencontre Peyton, une écrivaine à succès qui souffre d’agoraphobie et s’en sert pour nourrir son œuvre. Elena, photographe accomplie, accepte de collaborer sur le nouveau projet de Peyton. Une admiration naît entre les deux femmes, évolue vers des sentiments plus profonds lorsqu’Elena découvre que Peyton est lesbienne…

## Fiche technique
- Titre : Elena Undone
- Réalisation : Nicole Conn
- Scénario : Nicole Conn
- Producteur exécutif : Marina Rice Bader
- Pays d'origine : États-Unis
- Langue originale : anglais
- Genre : Drame, romance lesbienne
- Durée : 111 minutes (1 h 51)
- Date de sortie :
  -  États-Unis : 25 juin 2010
  -  Pays-Bas : 12 juillet 2011
- Classification :
  -  Royaume-Uni : interdit aux moins de 15 ans[1]

## Distribution
- Necar Zadegan : Elena
- Traci Dinwiddie : Peyton
- Gary Weeks (en) : Barry
- Sam Harris : Tyler
- Connor Kramme : Nash
- Sabrina Fuster : Tori
- Mary Jane Wells : Wave
- Erin Carufel : Millie
- Heather Howe : Lily
- Jane Clark : la mère de Peyton
- Shyloh Oostwald : Peyton enfant